# Elsterwerda
Elsterwerda (baix sòrab Wikow) és un municipi alemany que pertany a l'estat de Brandenburg. Està situada als marges del riu Schwarze Elster, 48 km al nod-oest de Dresden, i 11 km al sud-est de Bad Liebenwerda. Limita al sud amb els municipis de Gröden (Brandenburg) i Merzdorf, i al sud-oest amb Röderland.

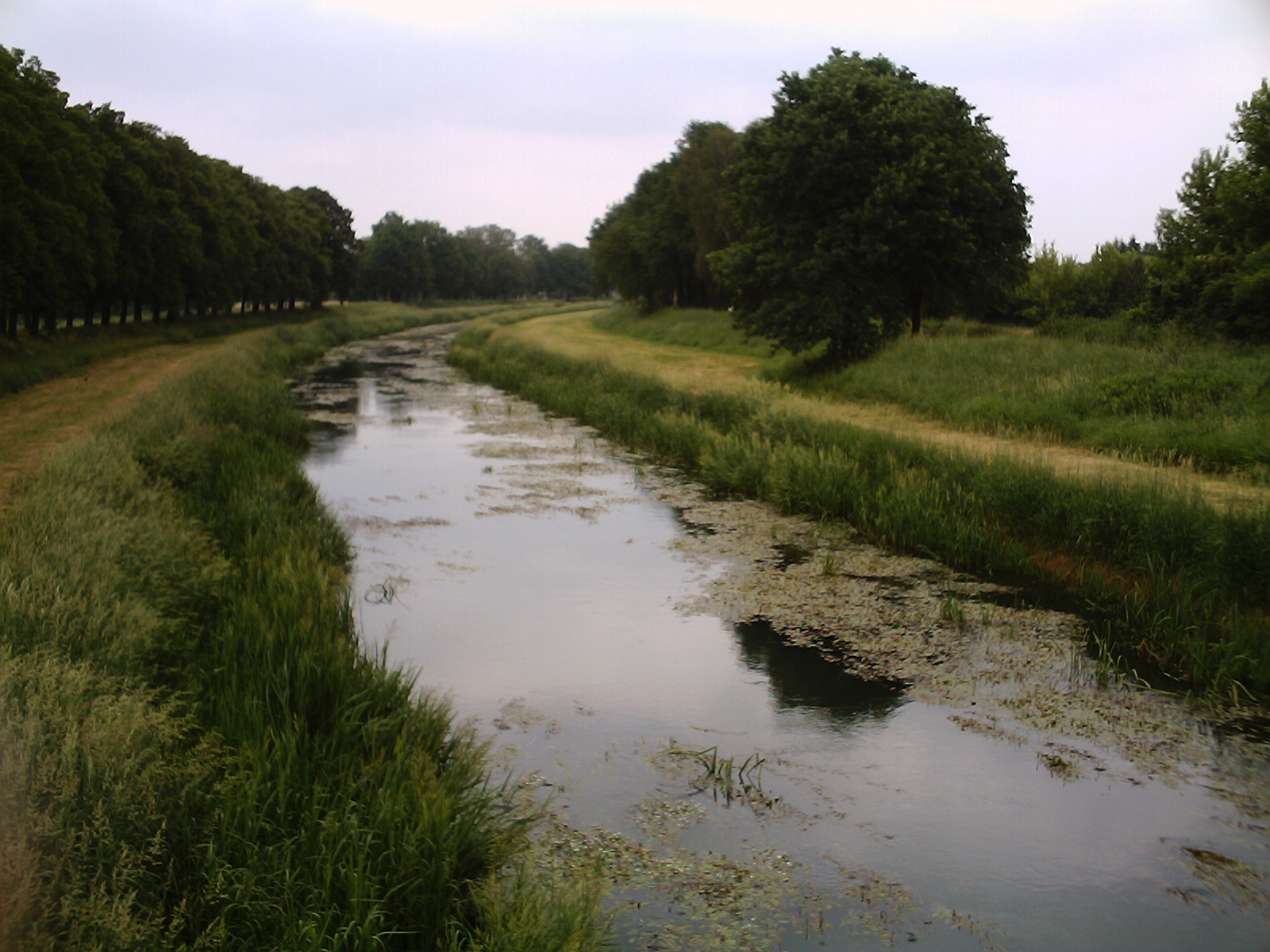
El riu Schwarze Elster, afluent major de l'Elba a Elsterwerda

## Evolució demogràfica
| Població de 1875 a 2005 | Població de 1875 a 2005 | Població de 1875 a 2005 | Població de 1875 a 2005 | Població de 1875 a 2005 | Població de 1875 a 2005 | Població de 1875 a 2005 | Població de 1875 a 2005 | Població de 1875 a 2005 | Població de 1875 a 2005 | Població de 1875 a 2005 | Població de 1875 a 2005 | Població de 1875 a 2005 | Població de 1875 a 2005 |
| Any                     | Població                |                         | Any                     | Població                |                         | Any                     | Població                |                         | Any                     | Població                |                         | Any                     | Població                |
| ----------------------- | ----------------------- | ----------------------- | ----------------------- | ----------------------- | ----------------------- | ----------------------- | ----------------------- | ----------------------- | ----------------------- | ----------------------- | ----------------------- | ----------------------- | ----------------------- |
| 1875                    | 3193                    |                         | 1946                    | 10966                   |                         | 1989                    | 11255                   |                         | 1995                    | 10656                   |                         | 2001                    | 9937                    |
| 1890                    | 3750                    |                         | 1950                    | 11461                   |                         | 1990                    | 11033                   |                         | 1996                    | 10538                   |                         | 2002                    | 9911                    |
| 1910                    | 7024                    |                         | 1964                    | 11157                   |                         | 1991                    | 10947                   |                         | 1997                    | 10442                   |                         | 2003                    | 9804                    |
| 1925                    | 8359                    |                         | 1971                    | 11443                   |                         | 1992                    | 10868                   |                         | 1998                    | 10382                   |                         | 2004                    | 9654                    |
| 1933                    | 8738                    |                         | 1981                    | 11572                   |                         | 1993                    | 10793                   |                         | 1999                    | 10334                   |                         | 2005                    | 9456                    |
| 1939                    | 9560                    |                         | 1985                    | 11517                   |                         | 1994                    | 10726                   |                         | 2000                    | 10234                   |                         | 2006                    | 9249                    |